# エリート・スクワッド
『エリート・スクワッド』（ポルトガル語: Tropa de Elite、英語: Elite Squad）は、ジョゼ・パジーリャ監督による2007年のブラジル・アメリカ・アルゼンチンの合作映画である。リオデジャネイロ州の軍警察、特殊警察作戦大隊（BOPE）を描いた作品である。
2008年のベルリン国際映画祭では金熊賞を受賞した。2010年には続編の『エリート・スクワッド ブラジル特殊部隊BOPE』が公開された。

## あらすじ
1997年、リオデジャネイロ。軍警察の特殊警察作戦大隊（BOPE）のナシメント大佐は、不毛かつ無謀な任務の日々に疲れ果てていた。ほどなく、軍警察に、整備部隊に配属されてしまったネトと、大学で社会学を専攻しているマチアスが赴任するが、二人を待っていたのは警察もギャングも市民も、好き勝手放題に犯罪行為を繰り返し、しのぎを削り合う現実だった。
ネトとマチアスもやがて違法行為に手を染めるが、そのことに端を発する銃撃戦によって二人はBOPEの隊員になることを決意。しかしあることがきっかけで、ネトがマチアスの大学で活動している密売人達と通じたギャング達によって殺害されたことから、ナシメントとマチアスらBOPE隊員達は暴力的な手段によってギャング達を追い詰めていく。

## キャスト
- ヴァグネル・モウラ
- アンドレ・ハミロ
- カイオ・ジュンケイラ
- マリア・ヒベイロ
- フェルナンダ・マシャード
- ミリェム・コルタス

## 評価

### 商業的成功
『エリート・スクワッド』はブラジル史上最も人気のある映画の一つとなった。Datafolhaによると、サンパウロ市民の77%が本作を認知していた。口コミで映画は知れ渡り、鑑賞者の80%は本作を「素晴らしい」または「よい」と評価した。海賊版DVDの横行にもかかわらず、劇場での鑑賞者数は2500万人にのぼった。

### 受賞
ベルリン国際映画祭では金熊賞を受賞した。